# Panaci
Panaci – wieś w Rumunii, w okręgu Suczawa, w gminie Panaci. W 2011 roku liczyła 729 mieszkańców. 